# ボーランド・カヴァリアーズ
ボーランド・カヴァリアーズ（英: Boland Cavaliers、アフリカーンス語: Boland Kavaliers）は、南アフリカ共和国の西ケープ州ウェリントンを拠点とするラグビーユニオンチーム。カリーカップに所属。

## 概要
南アフリカに14あるラグビーユニオン地域協会の1つ、ボーランド（Boland）協会の代表チーム。
ボーランド協会は西ケープ州北中部地域を管轄している。ボーランドはケープタウン北東部に広がる地域の呼称。
チーム名はアフリカーンス語の「Kavaliers」の表記が用いられることも多い。
2005年には日本人選手の四宮洋平が在籍した。

## 歴史
1939年、ボーランド（ボーランド協会）として創設。
1952年、カリーカップ準優勝（決勝でトランスヴァールに9-11で敗戦）。
1998年、ボーランド・カヴァリアーズに改称。

## タイトル
2022年7月現在
- カリーカップ・ファーストディビジョン（2部）
  - 優勝 5回：2001, 2003, 2004, 2006, 2011

## 歴代所属選手
- 四宮洋平
- バーナード・ルルー（ フランス代表）
- ジョシュ・ストラウス（ スコットランド代表）
- WP・ネル（ スコットランド代表）
- ウィリー・ルルー
- ガース・エイプリル
- シルトン・ファンビック（ 7人制南アフリカ共和国代表）
- ブレンダン・オーウェン
- ダミアン・スティーブンズ